# Michael Herr (Biathlet)
Michael Herr (* 1987) ist ein deutscher Leichtathlet und Biathlet.
Michael Herr ist Kaderathlet des Deutschen Schützenbundes und wird von Frank Hübner trainiert. Er startet für den LAC Degerloch in der Leichtathletik, wo er vor allem als Mehrkämpfer aktiv ist. Im Sommerbiathlon tritt er seit seinem Studienbeginn in Stuttgart im Jahr 2008 für den Schützenverein Bondorf an. Zuvor lebte er in Oberhof, war aber seit 2006 nicht mehr als Biathlet aktiv. Bei den Deutschen Meisterschaften im Sommerbiathlon 2009 in Zinnwald gewann er mit Alexander Görzen und Tobias Giering in der Kleinkaliber-Staffel Württemberg I die Bronzemedaille. 2011 gewann Herr bei den Meisterschaften in Bayerisch Eisenstein mit Giering und Görzen die Silbermedaille. Erste internationale Meisterschaften wurden die Sommerbiathlon-Europameisterschaften 2012 in Osrblie, bei denen Herr im Sprint mit vier Fehlern 22. von 27 Startern und Drittbester von vier deutschen Startern wurde. Beim Verfolgungsrennen verbesserte er sich dank nur fünf Fehlern auf den 12. Rang und war zugleich bester Deutscher. Damit qualifizierte er sich für das Mixed-Staffelrennen, wo er an der Seite von Judith Wagner, Grit Otto und Hendrik Redeker Fünfter wurde. Eine bessere Platzierung scheiterte unter anderem an drei Strafrunden, die Herr laufen musste.

## Belege
1. ↑  Resultate der Athleten des LAC Degerloch (Seite nicht mehr abrufbar, festgestellt im Mai 2019. Suche in Webarchiven)  Info: Der Link wurde automatisch als defekt markiert. Bitte prüfe den Link gemäß Anleitung und entferne dann diesen Hinweis.
2. ↑  Berichte aus dem Biathlonbereich 2008 (Memento des Originals vom 1. April 2016 im Internet Archive)  Info: Der Archivlink wurde automatisch eingesetzt und noch nicht geprüft. Bitte prüfe Original- und Archivlink gemäß Anleitung und entferne dann diesen Hinweis.

| Personendaten    | Personendaten                       |
| ---------------- | ----------------------------------- |
| NAME             | Herr, Michael                       |
| KURZBESCHREIBUNG | deutscher Leichtathlet und Biathlet |
| GEBURTSDATUM     | 1987                                |